# Oporinia terminassianae
Oporinia terminassianae är en fjärilsart som beskrevs av Vardikyan 1974. Oporinia terminassianae ingår i släktet Oporinia och familjen mätare. Inga underarter finns listade i Catalogue of Life.